# Aberto Britânico Feminino de Golfe
O Aberto Britânico Feminino de Golfe é um torneio profissional feminino de golfe disputado anualmente no Reino Unido desde 1976 e faz parte do Circuito LPGA.

## Vencedoras
| Ano  | Golfista              | Tacadas           |
| ---- | --------------------- | ----------------- |
| 1976 | Jenny Lee Smith       | 299               |
| 1977 | Vivien Saunders       | 306               |
| 1978 | Janet Melville        | 310               |
| 1979 | Alison Sheard         | 301               |
| 1980 | Debbie Massey         | 294               |
| 1981 | Debbie Massey         | 295               |
| 1982 | Marta Figueras-Dotti  | 296               |
| 1983 | Não houve disputa     | Não houve disputa |
| 1984 | Ayako Okamoto         | 289               |
| 1985 | Betsy King            | 300               |
| 1986 | Laura Davies          | 283               |
| 1987 | Alison Nicholas       | 296               |
| 1988 | Corinne Dibnah        | 295               |
| 1989 | Jane Geddes           | 274               |
| 1990 | Helen Alfredsson      | 288               |
| 1991 | Penny Grice-Whittaker | 284               |
| 1992 | Patty Sheehan         | 207               |
| 1993 | Karen Lunn            | 275               |
| 1994 | Liselotte Neumann     | 280               |
| 1995 | Karrie Webb           | 278               |
| 1996 | Emilee Klein          | 277               |
| 1997 | Karrie Webb           | 269               |
| 1998 | Sherri Steinhauer     | 292               |
| 1999 | Sherri Steinhauer     | 283               |
| 2000 | Sophie Gustafson      | 282               |
| 2001 | Se Ri Pak             | 277               |
| 2002 | Karrie Webb           | 273               |
| 2003 | Annika Sörenstam      | 278               |
| 2004 | Karen Stupples        | 269               |
| 2005 | Jeong Jang            | 272               |
| 2006 | Sherri Steinhauer     | 281               |
| 2007 | Lorena Ochoa          | 287               |
| 2008 | Jiyai Shin            | 270               |
| 2009 | Catriona Matthew      | 285               |
| 2010 | Yani Tseng            | 277               |
| 2011 | Yani Tseng            | 272               |
| 2012 | Jiyai Shin            | 279               |
| 2013 | Stacy Lewis           | 280               |
| 2014 | Mo Martin             | 287               |
| 2015 | Inbee Park            | 276               |